# ほたむん
ほたむんは、徳島県吉野川市の美郷地区のマスコットキャラクターである。

## 概要
美郷ほたる館とほたむんプロジェクトチームにより考案された。
名前は美郷地区のホタルと地区特産の梅（プラム）から。同地区の住民グループが立ち上げたポータルサイト「美郷の環」でもマスコットキャラとして掲載されている。美郷ほたる館でグッズを販売している（収益はホタルの保全活動に充当）他、ほたる館の駐車場にある「ほたる神社」の絵馬のデザインにも描かれている。

## 沿革
- 2015年（平成27年）2月 - 吉野川市美郷地区のマスコットキャラクターが「ほたむん」に決定する[7]。
- 2016年11月26日 - グッズ販売開始[6]。
- 2017年6月 - イメージ曲HOTAMOONに合わせたほたむんダンスが発表される。美郷の環トップページにて公開中。ダンサーは謎のほたむんマン[8]。
- 2017年6月1日 - 美郷ほたる館に隣接している「ほたる神社」の絵馬としてほたむんが起用される。
- 2018年6月 - みさほたる祭りのイメージポスターにほたむんが起用された。でざいんはほたむんプロジェクトが行った。
- 2018年６月10日 - 名西郡石井町小川手芸店の協力のもとほたむんマスコット人形組み立てキットが販売開始。
- 2018年10月1日 - 名西郡石井町小川手芸店の協力のもとほたむん帽子1号2号が完成。同年に開催された第一回美郷みんなの文化祭にて披露された。
- 2019年10月4日 - 第2回美郷みんなの文化祭のスタンプラリー景品として美郷たまごプリンが完成。パッケージデザインにほたむんが起用された。

## イメージ曲
- 「HOTAMOON（ほたむん）」[7]
  - 作詞・作曲：フランチェスカ